# 渡辺彦太郎
渡辺 彦太郎（わたなべ ひこたろう、1817年5月4日  - 1898年6月27日）は、江戸時代の慈善家。河川改修工事・新田開発・貧民救済に私財を投じた。。

## 経歴
出羽国五十目村小池（後の秋田県五城目町小池）の生まれ。渡辺家は素封家で父久之助は長く村の肝煎をつとめていた。彦太郎自身も1848年（嘉永元年）に30歳で肝煎になっている。
彦太郎が肝煎になって3年目の年に村を流れる馬場目川を大洪水が襲った。「五城目町史」によれば、1850年（嘉永3年）6月16日から20日まで大雨が続き、馬場目川流域で被害甚大であったという。応急の工事を村総出で行いながら、彦太郎は藩の手による本工事着工を郡奉行に願い出た。この願いは聞き入れられ、郡方御開発取調役加勢という役人をしていた渡部斧松が現場の責任者になった。
馬場目川の改修は1858年（安政5年）までの7年間を費やした難工事であったが、途中の1853年（嘉永6年）からは斧松の指導を受けていた彦太郎が工事の責任者になった。工事は彦太郎が藩から請け負った形になっていたが、工事費が不足し、彦太郎はみずから2万6千貫あまりの私財を投じた。
新田開発の実績のある斧松から教えを受けていた彦太郎は、山間地や八郎潟の湖岸の新田開発も手がけた。
川の改修工事や新田開発に巨額の私財を投じた彦太郎の功に報い、藩は苗字帯刀を許した。1892年（明治25年）には貧民救済を目的とした陰徳講を開設し、基金の2千円あまりを拠出している。